# بوشقوف
بوشقوف مدينة وبلدية تابعة إقليميا إلى دائرة بوشقوف ولاية قالمة الجزائرية، مدينة بوشقوف حاليا أو Duvivier في عهد الاستعمار الفرنسي في العهد قبل الاستعمار وهي مدينة تبعد عن مقر الولاية ب 35 كلم، وهي تتوسط إلى جانب قالمة كل من ولاية سوق أهراس وعنابة ، حيث تبعد عن الأولى بحوالي 42 كلم وعن الثانية ب 52 كلم كما انها تبعد عن مدينة تونس العاصمة بحوالي 300 كلم وعن عاصمة الشرق الجزائري قسنطينة بحوالي 150 كلم وتبعد عن مدينة الجزائر العاصمة بحوالي 550 كلم يبلغ سكان هذه البلدية حوالي 50 ألف نسمة.
تضم مدينة بوشقوف أربعة بلديات إلى جانب بلدية بوشقوف فتوجد هناك بلدية مجاز الصفاء وبلدية وادي فراغة وبلدية عين بن بيضاء
أصبحت بلدية بوشقوف دائرة بعد التقسيم الإداري لسنة 1974 حيث تعتبر دائرة قديمة ويبلغ عمرها 50 سنة.

## تاريخ
تاريخ منطقة بوشقوف مبهما إلى حد ما ، وعدم وجود الدراسات والبحوث ، على الرغم من دراسة الفترات القديمة الفرنسية قدمت في وقت مبكر من القرن 19ميلادي التي لا تزال غير مكتملة الدراسة المنهجية واتخاذ مراقبة جميع الموجودات والتي لا تزال موجودة على اثار لتقديم قراءة جديدة الهدف.
بلغ متوسط ارتفاع حوالي 500متر ،وهو مظهر من التكوينات الجيولوجية التي تشكل فيها. وتمثل مساحة 10/9 من المساحة المخصصة التي تتشكل من الطين والحجر الرملي النوميدي ، وكانو هم الأولين الذين مددوا مساحات واسعة من الغابات بجبال بني صالح وغيرها على الطرف الغربي ، من خلال وادي سيبوس في هذه التشكيلات النوميدية. ارتفاع الأسفل من وادي يتراوح بين 29 و107متر المنبع من التقاء وادي المالح. توجد هناك سلسلة من المرتفعات يصل ارتفاعها حوالي 150متر. أشهر منجم شرق الناظور التي كانت تستغل من قبل الرومان في إطلاق النار والرصاص والزنك. كما الارتوازية والينابيع وأهميتها فقد كانت تعمل نذكر مثالا على ذلك ، al'extrême جنوب شرق بوشقوف بدلا N'bail قال همام ، منتجع صحي ، اليوم 150 مترا في شكل جديد إيداع كربونات الجير. العلوي مصدر اعتقلت الرومان على طول الطريق الرومانية جميلة الاستحمام إنشاء أنقاض. سهل Seybouse عروض من أخصب الأراضي والمحاصيل ذات النوعية الجيدة هي أكثر تنوعا وثراء والحبوب والتبغ والعنب والخضروات وأشجار الفاكهة وأشجار الزيتون ، ما هو شهادة المزارع ، والنفط والثابت من العصور القديمة.
البحث الأثري في منطقة بوشقوف هي قديمة. ويلاحظ أن هذه الدراسات التي يعود تاريخها إلى القرن التاسع عشر ، وضباط من الجيش الفرنسي الذين كانوا وسيلة لاستكشاف الأراضي الجزائرية ، بالتعاون مع المدنيين من القطاعات الأكاديمية والإدارية.
أنواع المواقع الأثرية في المنطقة ويختلف بوشقوف ترجع قبل التاريخ مقابر، ومزارع ، وزيت ، المرتبطة المقابر والمزارع وآثار رومانية والطرق والجسور وما زال.
أزمنة ما قبل التاريخ لديها قصور في وثائق ودراسات.
فإن الفترة التي كانت قبل التاريخ لها آثار قليلة ، من بينها مقبرة الناظور ، والتي تغطي مساحة واسعة من جبل يتعرض إلى الشرق ومجموعة أخرى مؤلفة من dolmen وsteles إلى libyque نهاية جبل القرين قرب مشتة الفج عبد الله. في المنطقة سجرمة التي توجد بها خزائن المنحوتة في الصخر.. صخرة قفازة النقش على الصخور ويظهر اثنين أسود.
تعتبر المدينة مدينة فلاحية حيث تعتمد على زراعة القمح والخضر والفواكه
تضم مدينة بوشقوف أربعة بلديات إلى جانب بلدية بوشقوف فتوجد هناك بلدية مجاز الصفاء وبلدية وادي فراغة وبلدية عين بن بيضاء
أصبحت بلدية بوشقوف دائرة بعد التقسيم الإداري لسنة(3) 1974 حيث تعتبر دائرة قديمة ويبلغ عمرها حوالي 35 سنة.
1. ↑  إحصاء سكان ولاية قالمة، 2008 نسخة محفوظة 03 مارس 2016 على موقع واي باك مشين.
2. ↑  [د. حوامرية سمير: باحث في علم الآثار بجامعة سيينا الإيطالية]

3- خيزوري سمير، باحث في التاريخ الجزائري 1830-1962